# Dutch Windmills
O Dutch Windmills (em português:  Moinhos de ventos holandêses) é um clube profissional de basquetebol sediado na cidade de Dordrecht, Holanda do Sul, Países Baixos que atualmente disputa a DBL. Manda seus jogos no Sportboulevard Dordrecht com capacidade para 1.100 espectadores.

## Temporada por Temporada
| Temporada | Nível | Liga | Pos. | Pós Temporada |
| --------- | ----- | ---- | ---- | ------------- |
| 2018-19   | 1     | DBL  | 10   |               |

fonte:eurobasket.com